# 96K6 Panzir
Panzir (russisch Панцирь ‚Harnisch‘) ist ein modernes russisches Kurzstrecken-Flugabwehrraketen-System. Der NATO-Codename lautet SA-22 Greyhound, der GRAU-Index 96K6. Das System ist der Nachfolger des 2K22-Tunguska-Komplexes. Es dient der Flugabwehr über dem Gefechtsfeld und zum Schutz von Fahrzeugverbänden. Die Weiterentwicklungen dieses Raketensystems heißen Panzir-S1, Panzir-S2, Panzir-M, Panzir-SM und Panzir-S1M.

## Beschreibung
Das 96K6-Panzir-S1-Flugabwehrsystem ist ein bodengestütztes Kurz- und Mittelstreckenflugabwehrsystem auf Rad, Kette oder stationär mit zwei oder drei Mann Bedienung. Das System ist mit zwei Maschinenkanonen und insgesamt zwölf Flugabwehrraketen ausgestattet, die sich in je 6 Rohren links und rechts der Kanonen befinden. Die Ziellenkung erfolgt entweder per Radar oder optischer Zielzuweisung und Kommandolenkung. Das Panzir-S1 wird zur Verteidigung von zivilen und militärischen Punkt- und Flächenzielen, für motorisierte und mechanisierte Verbände bis auf Regimentsebene eingesetzt. Außerdem kann es zum Schutz von Langstrecken-Boden-Luft-Lenkwaffensystemen wie den S-300P und S-400 eingesetzt werden. Luftziele mit Geschwindigkeiten von bis zu 1.000 Metern pro Sekunde können bis zu einer Entfernung von 20 km und in Höhen bis zu 10 km effektiv bekämpft werden.

## Geschichte
Die Entwicklung begann im Jahr 1990 unter der Bezeichnung Panzir, welches das Nachfolgesystem des Flugabwehrkomplexes 2K22 Tunguska werden sollte. 1994 wurde der erste Prototyp fertiggestellt und auf der Ausstellung MAKS-1995 vorgestellt. Aufgrund finanzieller Engpässe wurden die Entwicklungsarbeiten vorerst eingestellt.
Am 24. Mai 2000 kündigte Russland den Verkauf von 50 Panzir-S1-Flugabwehrsystemen an die Vereinigten Arabischen Emirate (VAE) an. Der russische Rüstungshersteller KBP aus Tula wurde beauftragt, umfangreiche Überarbeitungen und Verbesserungen durchzuführen. Die Kosten beliefen sich auf etwa 734 Millionen US-Dollar, von denen 30 % im Voraus bezahlt wurden, um die noch ausstehende Entwicklung finanzieren zu können. Dadurch wurde das Panzir-S1-Flugabwehrsystem zum ersten russischen Waffensystem, dessen Entwicklung zum Großteil vom Ausland finanziert wurde.
Durch die Wiederaufnahme wurde das Flugabwehrsystem noch einmal grundlegend überarbeitet, so dass nur das Layout erhalten blieb. Alle wichtigen Komponenten des Systems wurden ausgetauscht. Das System hat zwei neue Radare mit vergrößerter Reichweite, die in der Lage sind, mehr Luft- und Bodenziele zu erfassen. Des Weiteren wurde ein moderner Feuerleitrechner eingebaut, der die Reaktionszeit deutlich verringert. Zudem konnte durch den Einsatz moderner platzsparender Elektronik ein Drittel des ursprünglichen Volumens der Operator-Kabine eingespart und auch das Gesamtgewicht halbiert werden. Auch die Bewaffnung wurde modernisiert: So ist das System mit der Maschinenkanone 2A38M und den neueren Raketen 57E6-E ausgestattet. Von Juni 2006 bis Mai 2007 wurde das Panzir-S1-Flugabwehrsystem auf dem russischen Raketenschießplatz Kapustin Jar getestet. Weitere Tests folgen in den Vereinigten Arabischen Emiraten.
Die Version Panzir-S2 ist eine verbesserte Version des Panzir-S1. Sie kann eine neue Version der Boden-Luft-Raketen einsetzen, welche die Reichweite von 20 auf 30 km erhöhen. Weiterhin ist ein neues S-Band-Suchradar mit einer auf über 40 km erhöhten Reichweite verbaut. Im April 2014 kündigte Oberst Juri Murawkin, stellvertretender Kommandeur der Luftverteidigungstruppen, an, dass die russische Armee diese neue Variante zusammen mit einer neuen Rakete erhalten werde. Das Panzir-S2 ist seit 2015 bei der russischen Armee im Einsatz. Es wurde in Syrien zum Schutz der russischen Luftstreitkräfte auf dem Luftwaffenstützpunkt Hmeimim in Latakia eingesetzt. Aufnahmen von RT Ruptly vom Februar 2016 zeigen das Panzir-S2 auf dem Militärflugplatz Hmeimim in Syrien.
Das Panzir-M ist die Marineversion des Luftabwehrsystems, mit dem künftige russische Kriegsschiffe ausgerüstet werden sollen. Die Serienproduktion begann 2015. Bisher wurden drei Panzir-M für die russische Flotte beschafft. Langfristig soll Panzir-M das Kortik-System ablösen. Unterschiede zur Landversion bestehen in der Ausstattung mit zwei 30-mm-Gatlingmaschinenkanonen GSch-6-30K/AO-18KD anstelle der 2A38M. Neben der Verwendung von seewasserbeständigen Materialien hat die Marinevariante zusätzlich zum auf dem Waffenturm montierten Radar ein weiteres Feuerleitradar. Weiter soll Panzir-M zukünftig auch Lenkwaffen vom Typ Hermes-K gegen See- und Bodenziele einsetzen können. Diese Lenkwaffen haben je nach Ausführung bei einer Fluggeschwindigkeit von 1300 m/s eine Reichweite von bis zu 100 km. Die Initial Operating Capability wurde 2017 erreicht.

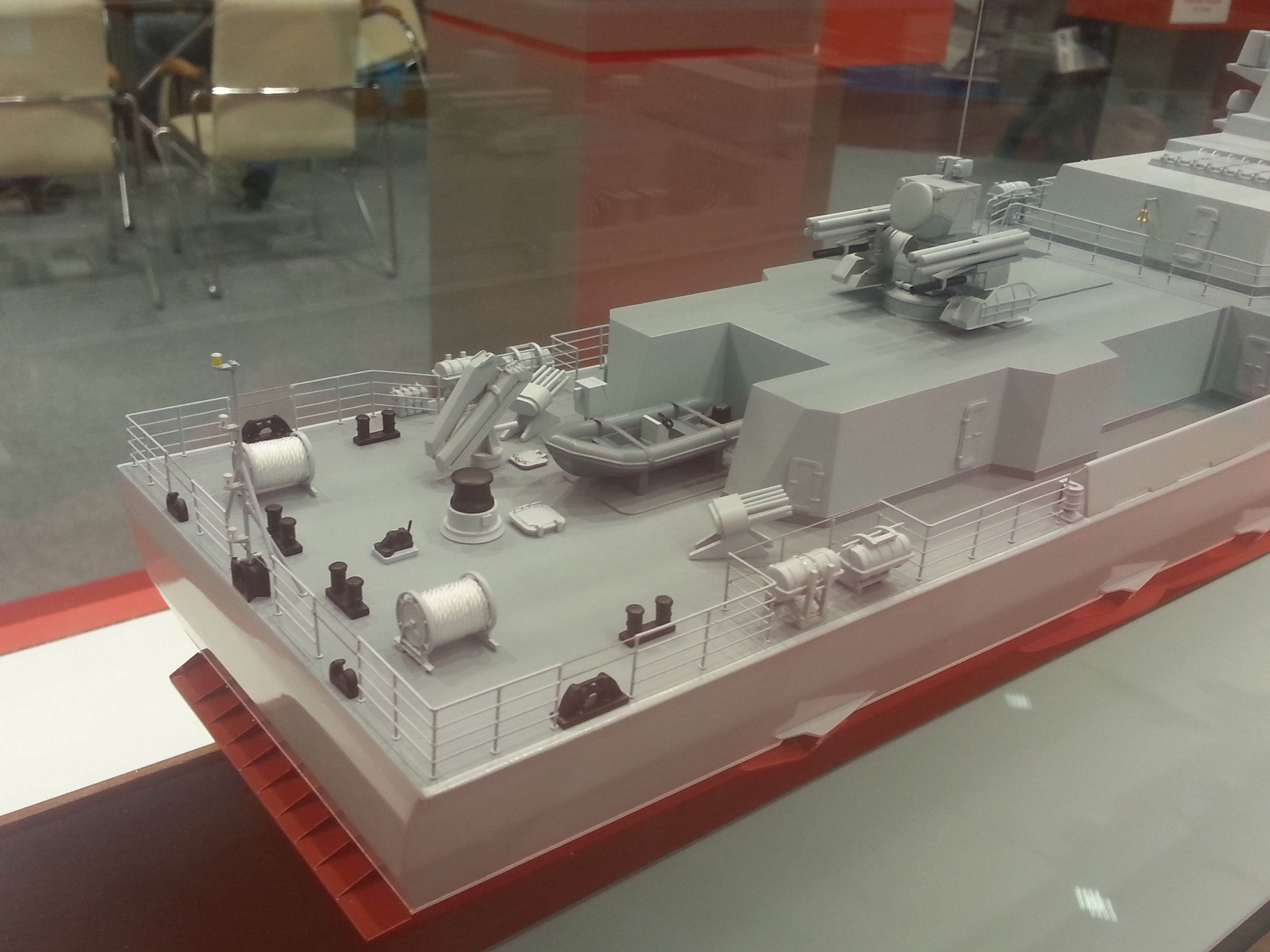
Panzir-M auf dem Heck eines Modells der neuen Karakurt-Klasse

Auf der IDEX 2019 stellte das Konstruktionsbüro für Gerätebau die Ausführung Panzir-S1M vor. Sie dient als Exportvariante des Panzir-SM. Diese Ausführung verwendet ein verbessertes Zielfolgeradar sowie ein neues Rundsuchradar. Mit dem Rundsuchradar können zeitgleich 40 Luftziele begleitet werden. Weiter kommt der verbesserte Lenkwaffentyp 57E6M-E zum Einsatz. Dieser verwendet einen vergrößerten Booster, erreicht eine Geschwindigkeit von Mach 5 und wiegt 115 kg. Sein neuer Sprengkopf hat ein Gewicht von 25 kg. Panzir-S1M hat in der Horizontalen eine Vernichtungszone von 1,2 bis 30 km. Die Einsatzhöhe beträgt 15 bis 18.000 m. Panzir-S1M kann zeitgleich vier Ziele bis zu einer Geschwindigkeit von 1000 m/s bekämpfen.
Im Jahr 2016 berichteten russische Medien, dass Russland an der weiterentwickelten Variante Panzir-SM arbeitet. Panzir-SM war für das Jahr 2019 angekündigt. Offensichtlich kam es bei der Entwicklung zu Verzögerungen, so dass Panzir-SM erst im Jahr 2021 offiziell vorgestellt wurde. Diese Ausführung verwendet ein verbessertes Zielfolgeradar sowie ein neues Rundsuchradar mit einer Reichweite von 75 km. Ebenso kommt ein verbesserter Lenkwaffentyp mit einer gesteigerten Geschwindigkeit und Reichweite von 40–45 km zum Einsatz. Das System kann auch die 57E6M-E-Raketen des Panzir-S1M verwenden. Weiter kann Panzir-SM mit den  TKB-1055 Gwosd-Lenkwaffen ausgerüstet werden. Diese kleinen Lenkwaffen haben eine Reichweite von 5–7 km und können in einem Höhenbereich von 15–5000 m eingesetzt werden. Diese kleinen Lenkwaffen dienen zur Bekämpfung von Drohnen, Marschflugkörpern und Präzisionsbomben. Panzir-SM kann mit bis zu 48 der neuen TKB-1055 Gwosd-Lenkwaffen oder in einer Kombination mit den 57E6M-E-Lenkwaffen beladen werden. Bisher scheint es zu keiner Serieneinfertigung des Panzir-SM gekommen zu sein (Stand August 2024).
Auf der Messe Army 2024 wurde die Ausführung Panzir-SMD vorgestellt. Diese stellt eine Weiterentwicklung des aus dem Jahr 2016 stammenden Panzir-SM dar.

## Technik

### Fahrzeug

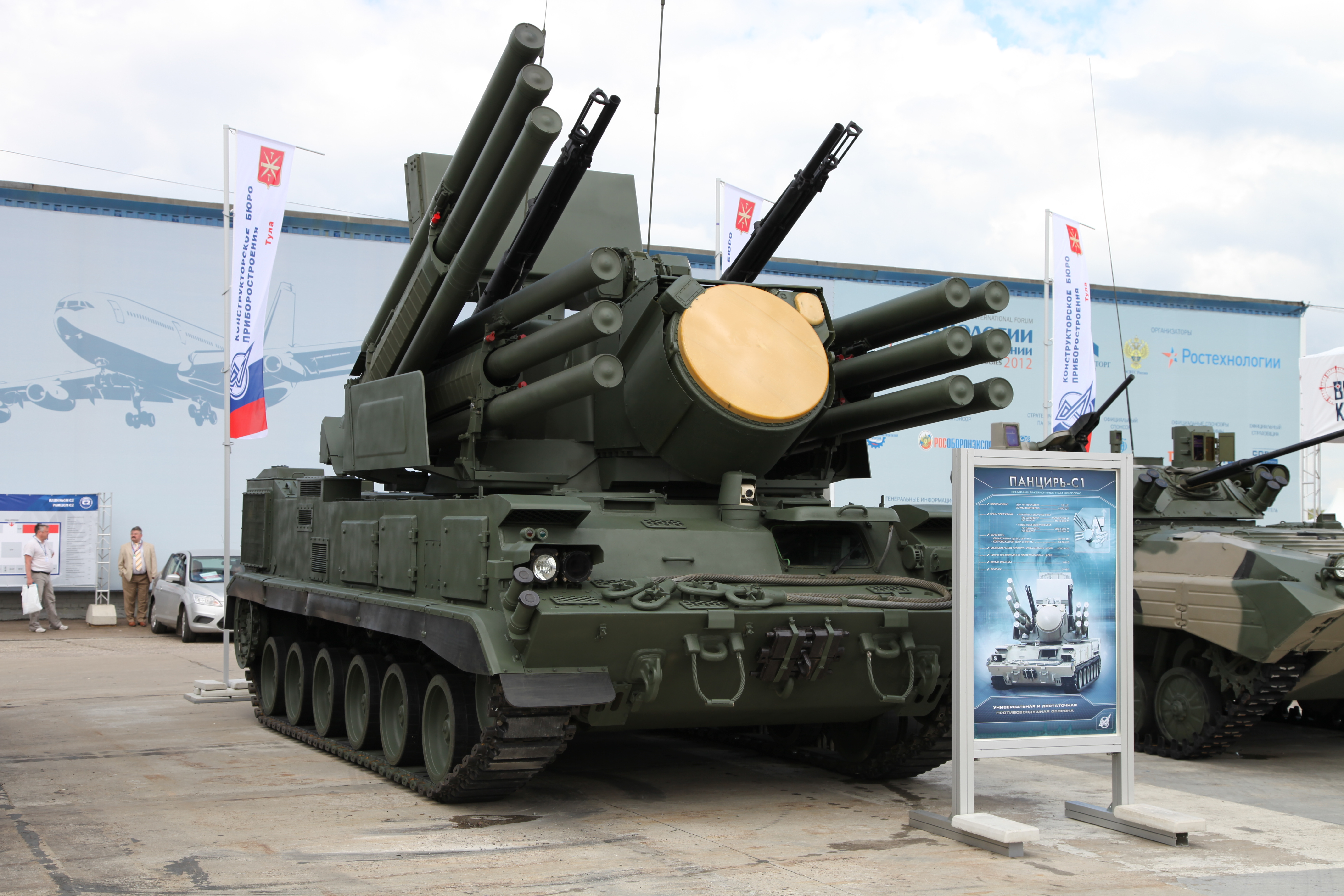
Panzir-S1 auf GM-352-Chassis

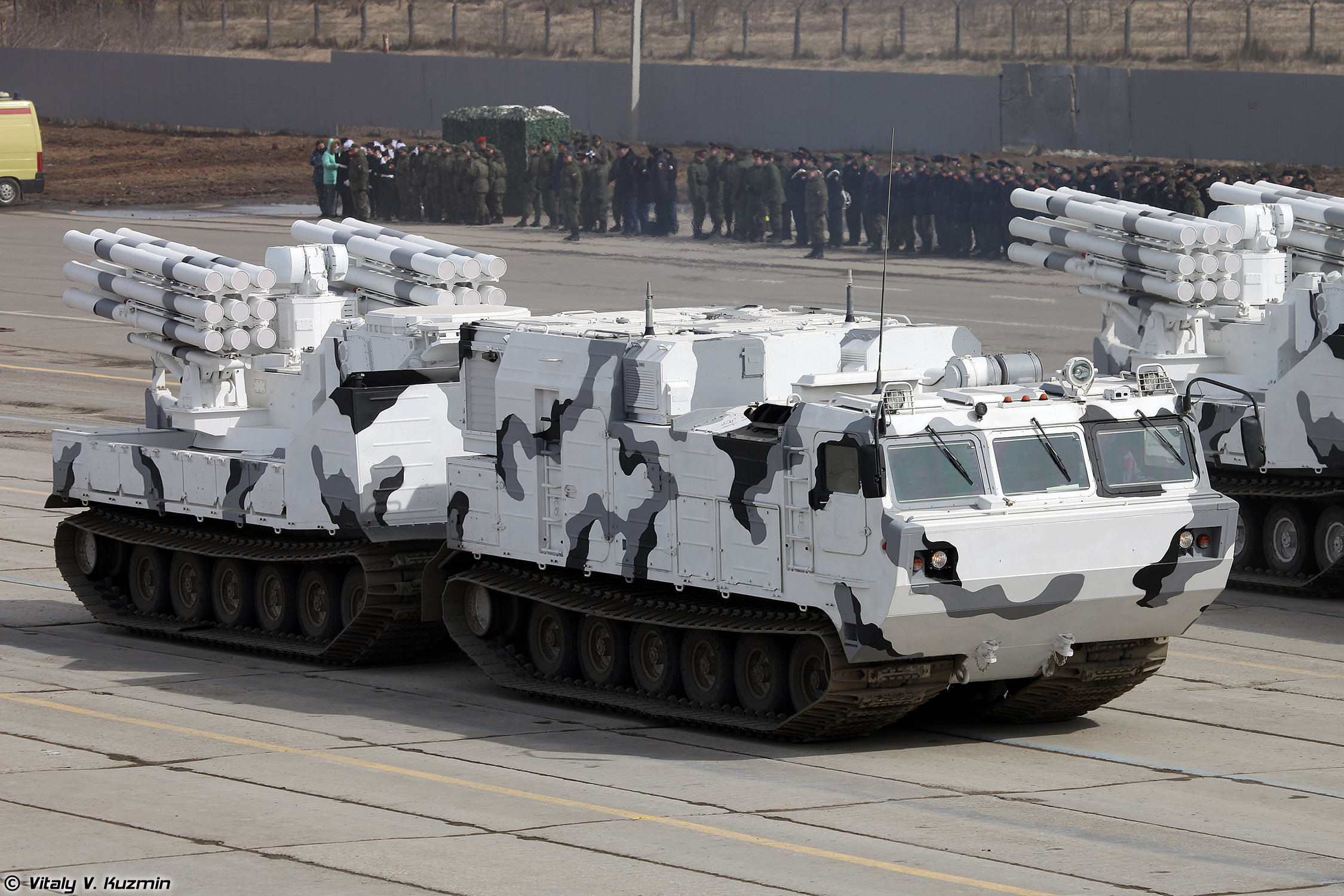
Panzir-SA auf Basis des DT-30PM

Der erste Prototyp des Panzir-S1-Flugabwehrsystems basierte auf einem Ural-5323-Lkw, was aber inzwischen nicht mehr ausreichen dürfte. Stattdessen gibt es diverse andere Optionen. Ein KamAZ-6560 (8×8) stellt die Basis des aktuellen Ausstellungs- und Testgeräts dar. Der KamAZ-6560 kann bei einem Gesamtgewicht von 38 Tonnen eine Nutzlast von insgesamt 23 Tonnen aufnehmen. Dieser Lkw-Typ wird von einem 400 PS leistenden Motor angetrieben. Des Weiteren ist es möglich, das Flugabwehrsystem auf den schweren MZKT-7930 mit einer Leistung von über 500 PS zu montieren.
Daneben plant der Hersteller, das System auch auf dem gepanzerten Kettenfahrgestell GM-352 aus Belarus anzubieten. Dies hätte den Vorteil, dass die Maschinenkanonen und Lenkraketen auch während der Fahrt eingesetzt werden könnten. Allerdings gibt es für diese Konfiguration noch keine Kunden. Die Vereinigten Arabischen Emirate werden ihre Systeme auf Basis eines 8×8-Lkw des deutschen Herstellers MAN einsetzen.
Für den Einsatz in den arktischen Regionen Russlands wurde auf Basis des DT-30 die schwimmfähige modernisierte Basisvariante DT-30PM entwickelt. Dieses System trägt die Bezeichnung Panzir-SA und verfügt über insgesamt 18 Raketenstartbehälter in einer 3×3-Konfiguration. Auf die beiden 30-mm-Maschinenkanonen wurde verzichtet.
Weiterhin wurde eine Reihe von Unterstützungsfahrzeugen entwickelt, um die Einsatzmöglichkeiten zu erweitern:
- Transporter-Lader – Ein Ladefahrzeug für je zwei Kampffahrzeuge ermöglicht ein zeitnahes Nachladen bei Kampfeinsätzen
- Wartungsfahrzeug – Übernimmt mit seinen Technikern Wartungs- und Reparaturarbeiten an der Mechanik.
- Elektronik-Wartungsfahrzeug – Unterstützt Arbeiten an den Computer- und Elektroniksystemen.
- Justierfahrzeug – Einrichtung von Waffen- und Messsystemen.
- Ersatzteilfahrzeug – Trägt einen Satz von Ersatzteilen und Spezialwerkzeugen für das System.
- Mobiler Trainer – Hiermit können Besatzungen unter feldnahen Bedingungen geschult werden.

### Radar

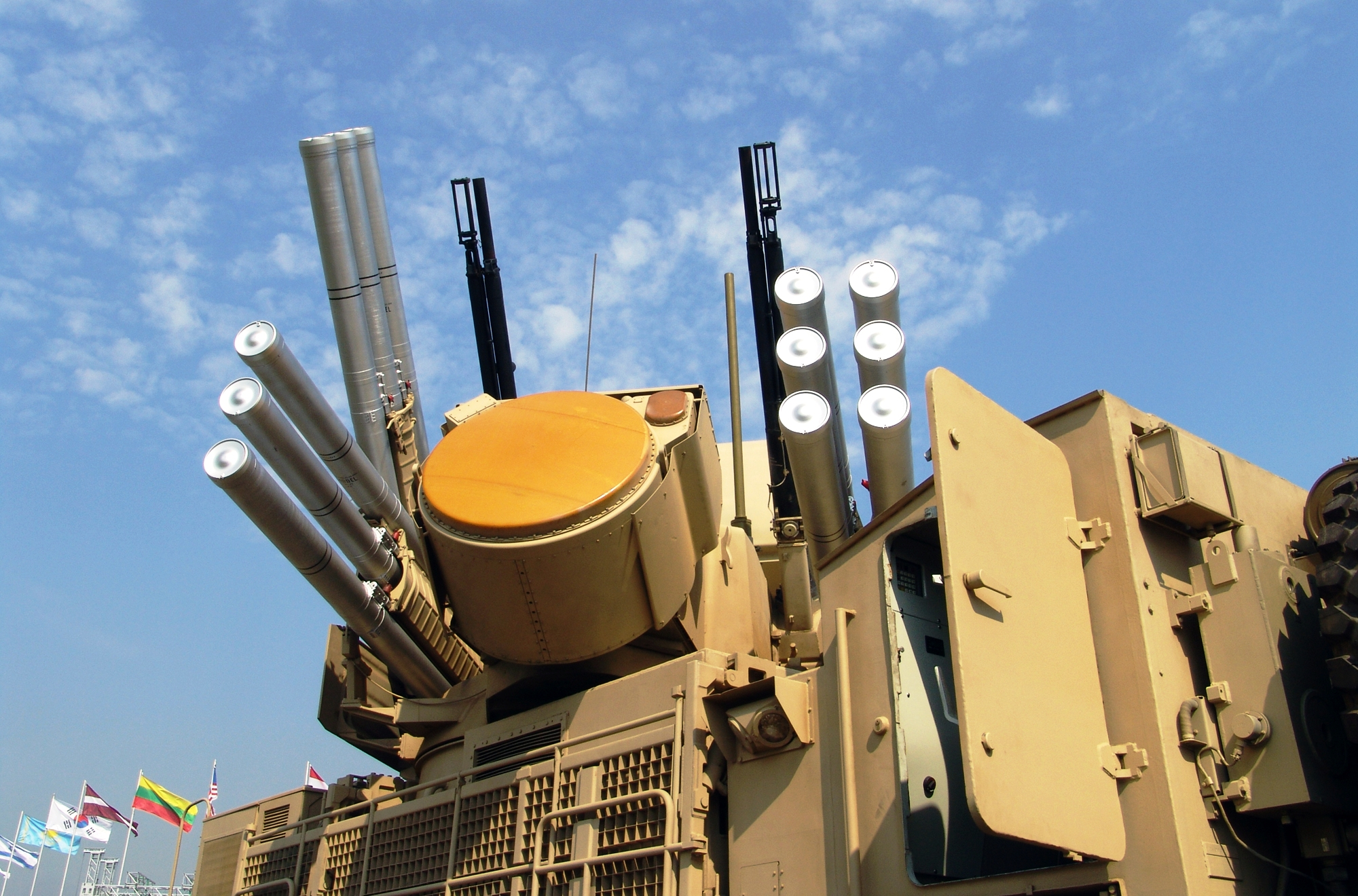
Das Zielfolgeradar

Das Panzir-S1-Feuerleitsystem umfasst das Zielerfassungsradar und ein Doppelwellenbandradar, das im EHF- und UHF-Band funktioniert. Beide Radarsysteme nutzen das Phased-Array-Verfahren, das durch seine elektronische Strahllenkung und -Fokussierung eine sehr hohe Genauigkeit ermöglicht.
Die Antenne des Zielfolgeradars ist kreisrund und zwischen den Lafetten und Kanonenläufen montiert. Es wurde von KBP aus dem ursprünglichen Fasotron-Tracking-Radar und einer ersten Phased-Array-Variante weiterentwickelt. Das Radar wird im Turm zusammen mit den Lafetten grob in Richtung des Ziels gerichtet und erfasst Ziele mit einer Geschwindigkeit bis zu 1000 m/s (3600 km/h), einem Radarquerschnitt bis hinunter zu 2 cm², in einem ±45°-Sektor horizontal und vom Boden bis +85° vertikal, auf Entfernungen von bis zu 28 Kilometern. Dabei können gleichzeitig 20 Ziele im 3D-Modus (Richtung, Höhe, Entfernung, Geschwindigkeit) erfasst werden. Im Automatikmodus werden die drei wichtigsten Ziele automatisch priorisiert und aufgeschaltet. Simultan kann das Radar bis zu vier Raketen verfolgen und Daten für deren Kommandolenkung übertragen.

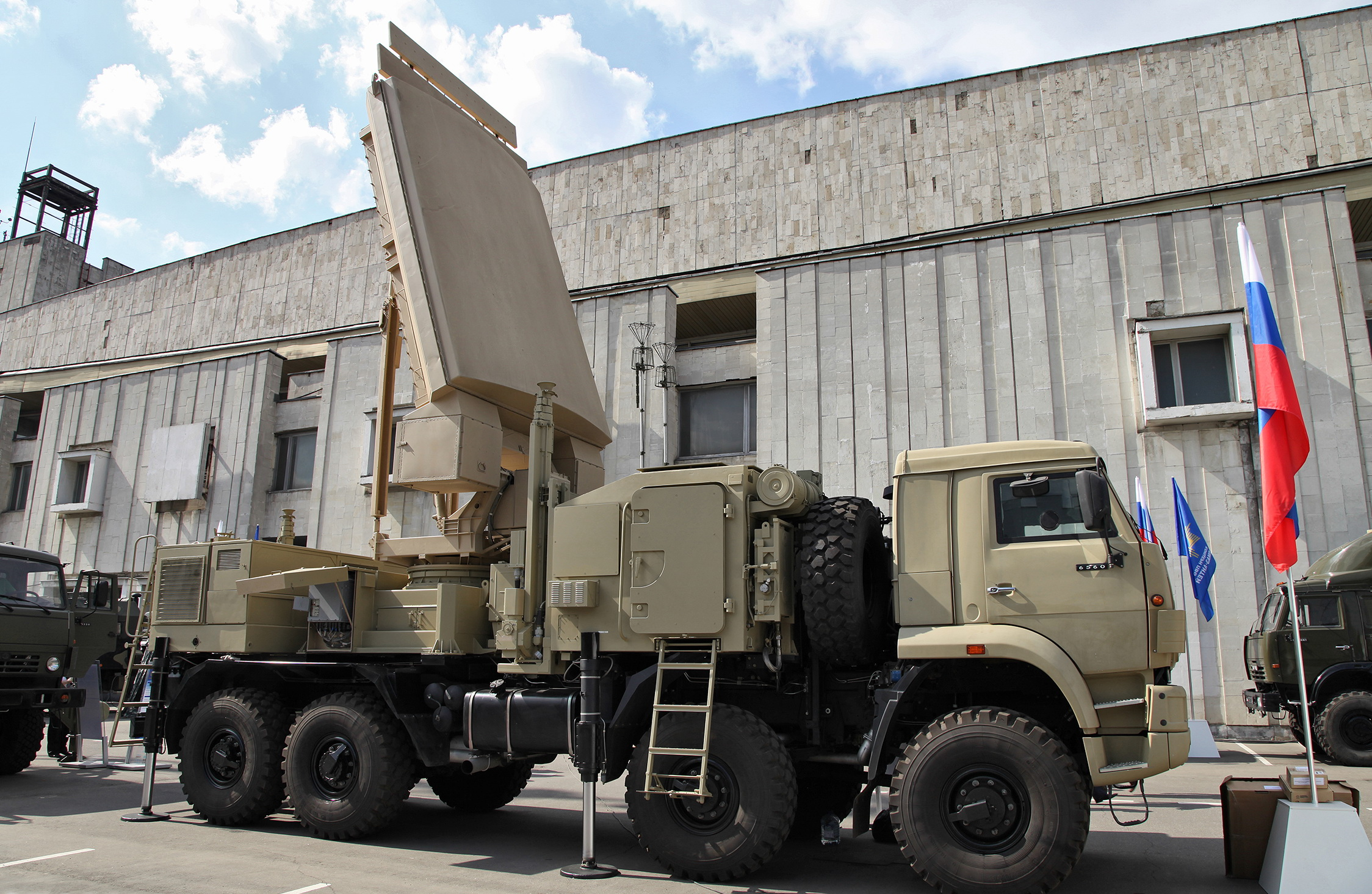
Pantsir-S1M mit einem 1RL-123E Radar

Als Rundsuchradar wird ein Phased-Array-Gerät im UHF-Band verwendet, das Ziele in einem 360°-Rundkreis auf bis zu 36 km Entfernung (Panzir-SM: bis zu 75 km) erfassen kann. Es spürt Kampfflugzeuge, Hubschrauber, Marschflugkörper sowie UAVs vom Tiefflug bis zum Höhenflug auf. Befindet sich das Panzir-Flugabwehrsystem auf einem Kettenfahrgestell, kann es dabei in Bewegung bleiben und ist damit durch derartige Waffen selbst schwerer zu treffen.
Daneben steht im Feuerkontrollsystem auch ein elektrooptisches System mit Wärme- und Infrarotrichtungssucher zur Verfügung, das auf bis zu 26 km Ziel- und Lenkflugkörper im 3–5-micron-Band erfasst und automatisch verfolgt. Die digitale Signalaufbereitung und automatische Zielspurhaltung ist mit dem Radar integriert.
Es kann damit zwei Ziele gleichzeitig erfassen und anvisieren. Pro Minute können maximal zwölf Ziele erfasst werden. Weiterhin ist ein Freund-Feind-Erkennungs-System (IFF) vorhanden. Die Reaktionszeit von der Zielerfassung durch das Rundsuchradar über die Aufschaltung des Zielfolgeradar bis zum Start der Lenkwaffe wird im Automatikmodus mit vier bis sechs Sekunden angegeben.
Die Bedienung des Feuerleitsystems erfolgt von drei Operatorplätzen aus. Hier werden erstmals bei russischen Fla-Systemen kompakte und voll computerbasierte Systeme eingesetzt, die über Flachbildschirme und spezielle Bedienelemente gesteuert werden. Die Kabine ist klimatisiert, verfügt jedoch nicht über die ABC-Schutzeinrichtungen anderer russischer Systeme wie das Tor M1.
Für den Export wurde eine preiswerte Variante des Panzir-S1 entwickelt, die nur mit einem elektrooptischen Kontrollsystem ausgestattet ist.

### Bewaffnung

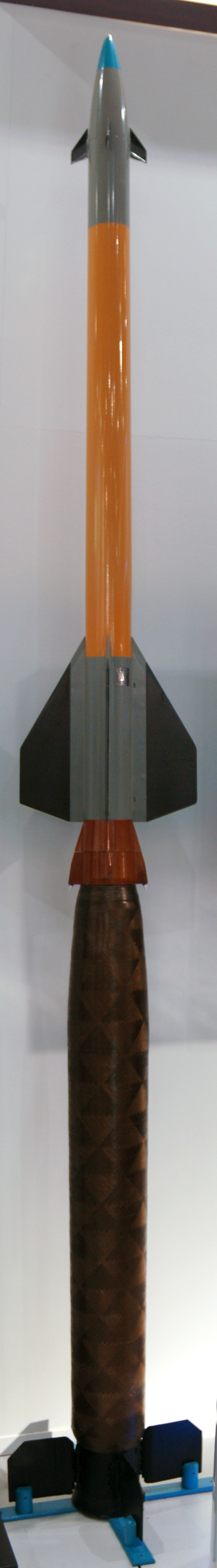
Rakete 57E6-E

#### Lenkwaffen
Das Panzir-S1-System ist mit insgesamt zwölf zylinderförmigen Raketenstartbehältern aus Leichtmetall ausgestattet. Jeder diese Behälter fasst eine Boden-Luft-Rakete vom Typ 9M335 (57E6 oder 57E6-E). Alternativ kann Panzir auch die 9M311M-Lenkwaffen der 2K22 Tunguska einsetzen. Die 57E6-Rakete wiegt beim Start 74,5 kg und ist zweistufig. Die erste Stufe ist der 95Ja6-Booster mit einem Durchmesser von 170 mm. Am Heck dieser ersten Stufe sind vier Stabilisierungsflächen angebracht. Die zweite Stufe hat einen Durchmesser von 90 mm und kann grob in drei Teile aufgeteilt werden: Hinter der Lenkwaffenspitze befinden sich der Aufschlagzünder, der Näherungszünder sowie die Aktuatoren für die Steuerflächen. Nach dieser Sektion folgt der Continuous-Rod-Sprengkopf. Dieser wiegt 20 kg und hat einen Sprengstoffanteil von rund 5 kg. Der Sprengkopf nimmt rund zwei Drittel der Länge der zweiten Raketenstufe ein. Im Heck sind die Elektronik, Rechnereinheit, Gyroskope sowie die Transponder für die Funk- und elektrooptischen Steuereinheiten verbaut. Am Flugkörperrumpf sind zwei Gruppen von Lenk- und Steuerflächen angebracht. Am Heck sind vier trapezförmige Stabilisierungsflächen angebracht. Am vorderen Viertel des Rumpfs sind vier kleine trapezförmige Steuerflächen angebracht. Diese Flächen sind an den Lenkwaffenrumpf angelegt, während sich die Lenkwaffe in dem Transport- und Startbehälter befindet. Sie entfalten sich unmittelbar nach dem Start.
Die Lenkwaffe wird mit einer Ausstoßladung aus dem Raketenstartbehälter ausgestoßen.
In einer Entfernung von rund 7 m wird der Booster gezündet. Dieser beschleunigt die Lenkwaffe innerhalb von rund 2 bis 2,4 Sekunden auf 1220 bis 1300 m/s. Danach ist der Booster ausgebrannt und wird abgeworfen. Ab diesem Zeitpunkt erfolgt der Weiterflug der zweiten Raketenstufe antriebslos. Die Rakete verliert während des Marschfluges etwa 40 m/s pro Kilometer an Geschwindigkeit – nach der Gesamtflugzeit von maximal 15 Sekunden beträgt die Endgeschwindigkeit noch rund 700 m/s. Abhängig von der Flugbereichsgrenze kann die Lenkwaffe Flugmanöver mit einer maximalen Querbelastung von 18 bis 32 g durchführen.
Während des Lenkwaffenfluges werden sowohl die Lenkwaffe als auch das Flugziel elektrooptisch und mittels Radar verfolgt. Kurskorrekturen für die Lenkwaffe werden im Feuerleitrechner des Fahrzeuges ermittelt und mittels Mikrowellen an die Lenkwaffe gesendet. Kommt das Flugziel in den Ansprechradius (7 m) des Näherungszünders, wird der Gefechtskopf gezündet. Dieser hat einen effektiven Wirkungsradius von rund zehn Metern (je nach Zielgröße). Bei einem Direkttreffer wird der Sprengkopf durch den Aufschlagzünder ausgelöst. Wird das Ziel verfehlt, zerstört sich die Lenkwaffe nach einer bestimmten Flugzeit durch Selbstzerlegung. Die maximale Einsatzdistanz der 57E6-Lenkwaffe liegt bei 20 km.

#### Kanonen
Zusätzlich zur Raketenbewaffnung sind die Panzir-Systeme mit zwei doppelläufigen 30-mm-Maschinenkanonen 2A38M ausgestattet. Die Kanone ist eine Weiterentwicklung der Gsh-30 und hat einen Munitionsvorrat von jeweils 700 Schuss. Die Besatzung kann zwischen panzerbrechenden AP-Geschossen und Brand/Spreng-Geschossen wählen – je nachdem, welches Ziel bekämpft werden soll. Die Kadenz liegt bei 2500 Schuss pro Minute, die effektive Kampfreichweite bei 4000 m und die Zielhöhe bei maximal 3000 m. Es können bei Bedarf auch Bodenziele bekämpft werden.

## Einsatz

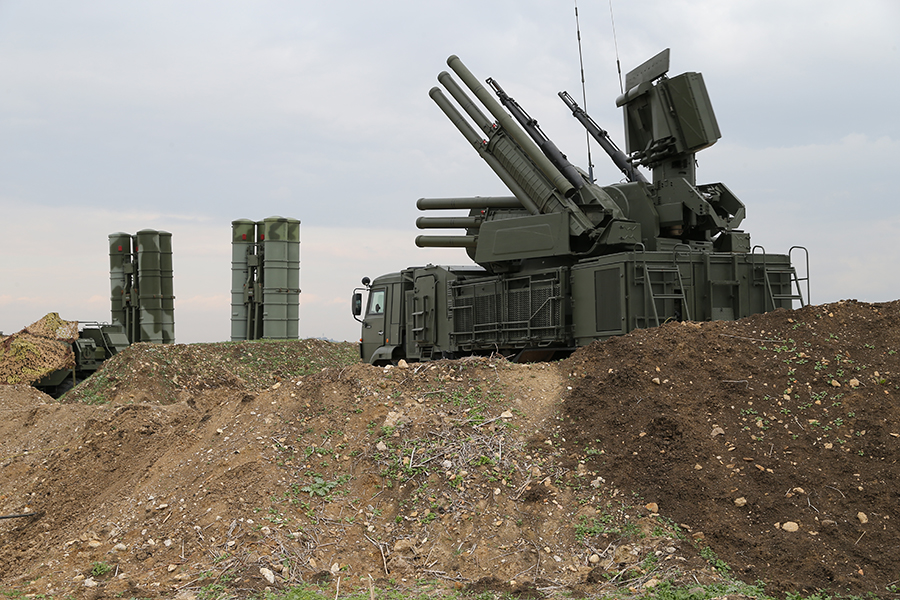
Panzir-S1 auf dem Militärflugplatz Hmeimim (Syrien)

### Russisch-Ukrainischer Krieg
Angeblich sollen Panzir-Systeme im Januar 2015 in der Ostukraine gesichtet worden sein. Eine abgebrannte 95Ja6-Boosterstufe (die auch in anderen Raketen verwendet wird) war bereits vor November 2014 dokumentiert worden.

### Bürgerkrieg in Syrien
Mehrere Panzir-S2 waren seit dem 26. November 2015 neben dem S-400-Flugabwehrsystem im Rahmen des russischen Militäreinsatzes in Syrien zum Eigenschutz der Luftwaffenbasis in Latakia stationiert, seit 2016 auch innerhalb Syriens in Palmyra. Im Jahr 2017 sollen dabei durch das System insgesamt fünf unbemannte Luftfahrzeuge (drei IAI Heron, eine Boeing RQ-21A und eine Bayraktar) abgeschossen worden sein. Weiterhin kam es durch Panzir-S1-Systeme zu mehreren erfolgreichen Abschüssen von Grad-Raketen, die auf den russischen Flugplatz in der Nähe von Latakia abgefeuert worden waren.
Bei israelischen Luftangriffen am 9. Mai 2018 wurde ein Panzir-S1-System der syrischen Streitkräfte von einem Delilah-Marschflugkörper getroffen. Russischen Experten zufolge hätte dies nicht geschehen können, wenn das System gefechtsbereit gewesen wäre. Dafür wurden zwei mögliche Ursachen genannt: entweder sei die Munition verbraucht oder das System abgeschaltet gewesen. Wieso allerdings die Panzir-Systeme in einem Kriegsgebiet – wo Angriffe jederzeit zu erwarten sind – nicht gefechtsbereit und aufmunitioniert sind, nannten die Experten nicht.
In der Nacht vom 20. auf den 21. Januar 2019 flogen die israelischen Luftstreitkräfte Angriffe gegen Ziele in Syrien. Nachdem die israelischen Flugzeuge beschossen worden waren, zerstörten sie mindestens ein Panzir-System, ohne dass dieses effektiv gegenwirken konnte.
Am 1. März 2020 zerstörte eine türkische Drohne mindestens ein Panzir-System der syrischen Streitkräfte.

### Bürgerkrieg in Libyen
Im Bürgerkrieg in Libyen seit 2014 kommen seit dem Jahr 2019 Panzir-Systeme zum Einsatz. Diese werden von den Truppen des Machthabers Chalifa Haftar eingesetzt. Der von der Türkei unterstützen Regierung der Nationalen Übereinkunft und deren Streitkräfte Libyens soll es mit Bayraktar TB2-Kampfdrohnen gelungen sein, 15 Panzir-Systeme zu zerstören. Analysen der Panzir-Wracks haben ergeben, dass die Panzir-Systeme aus den Vereinigten Arabischen Emiraten stammen, welche die Truppen von Chalifa Haftar unterstützen.

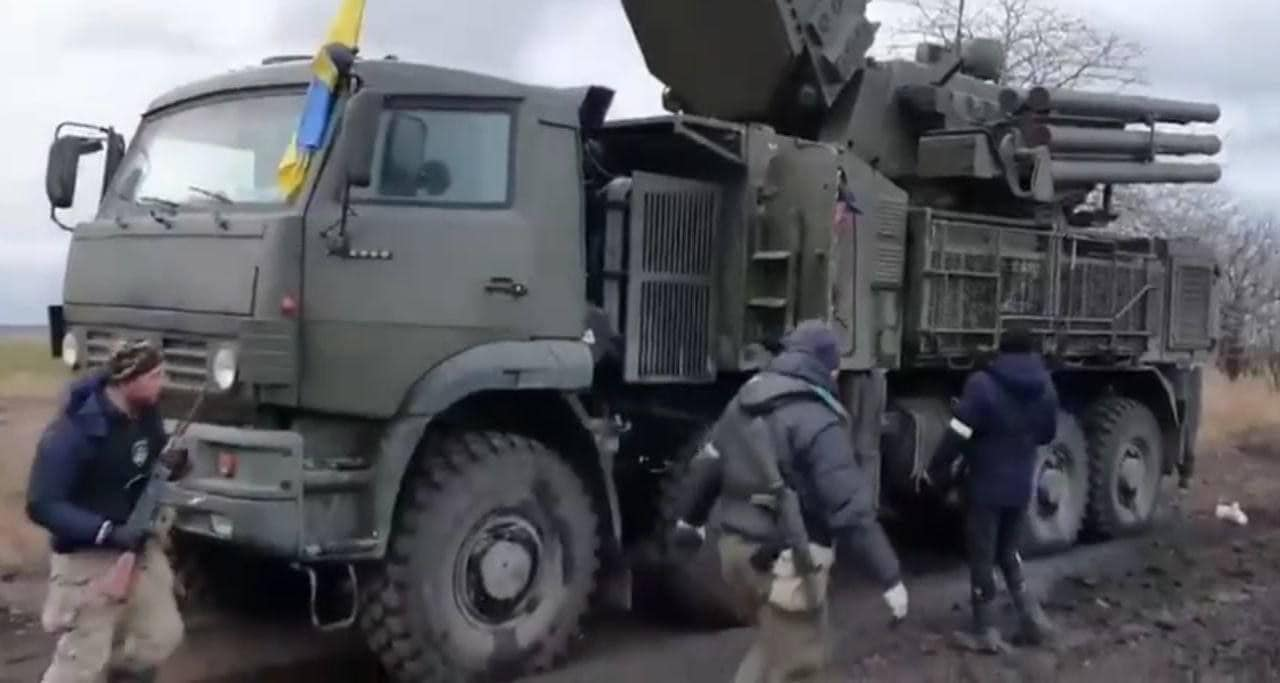
Ein von Ukrainern erbeutetes Panzir

### Russischer Überfall auf die Ukraine
Beim russischen Überfall auf die Ukraine setzen die russischen Streitkräfte Panzir-Systeme ein. Russischen Angaben zufolge konnten mit dem Panzir mehrfach ukrainische Flugzeuge und Drohnen abgeschossen werden. Gemäß OSINT-Analysen des Militär-Blogs Oryx, wurden bis im Sommer 2024 mindestens 24 Panzir der Streitkräfte Russlands zerstört oder gingen aus technischen Gründen verloren.

## Unfälle
Nach aserbaidschanischen Medienangaben ist am 25. Dezember 2024 eine Embraer 190 AR auf dem Flug Flug 8243 der Azerbaijan Airlines von Baku ersten Ermittlungen zufolge bei dem Anflug auf Grozny mit einer Flugabwehrrakete von einem Panzir-S der Russischen Streitkräfte abgeschossen. Die Kommunikationssysteme seien zuvor komplett gestört gewesen. Das Flugzeug versuchte über das Kaspische Meer den kasachischen Flughafens Aqtau zu erreichen, stürzte jedoch vor Erreichen des Flughafens ab. Es wurden 38 Personen an Bord der Maschine getötet,

## Nutzerstaaten

### Aktuelle Nutzer
- Algerien – Im Januar 2018 befinden sich 38 96K6 Panzir-S1 im Dienst,[61]:325 die zwischen 2012 und 2014 mit 750 dazugehörenden Flugabwehrraketen vom Typ 57E6 geliefert wurden.[62]
- Äquatorialguinea – 2 96K6 Panzir-S1.[63][64][65]
- Äthiopien – Am 14. März 2019 wurde der Einsatz von mindestens einem 96K6 Panzir-S1 bei den Streitkräften im staatlichen Fernsehen ETV gezeigt.[66]
- Irak – Im Januar 2018 befinden sich 24 96K6 Panzir-S1 im Dienst,[61]:339 die zwischen 2014 und 2015 mit dazugehörenden 1200 Flugabwehrraketen vom Typ 57E6 geliefert wurden.[62] Im Oktober 2012 wurden insgesamt 50 Panzir-S1 bestellt.[67]
- Myanmar – Unbekannte Anzahl 96K6 Panzir-S1.[68]
- Russland – Stand Anfang 2021 befinden sich mindestens 116 Panzir-S1/S2 Systeme im Bestand des Militärs.[69] (Erläuterung zur russischen Luftabwehrformation: 1 Batterie besteht aus mindestens 6 96K6 Panzir-S/1 bzw. -S2,[70] während 1 Abteilung aus mindestens 12 96K6 Panzir-S/1 bzw. -2 besteht)[71]
- Saudi-Arabien – 39 Panzir-S1-Systeme 2021 bestellt. Lieferung ab 2023 mit Flugabwehrraketen vom Typ 57E6M bzw. 19Ya6.[72]
- Serbien – Sechs Panzir-S1-Systeme seit Januar 2020.[73][74]
- Syrien – Im Januar 2018 befindet sich eine unbekannte Anzahl 96K6 Panzir-S1,[61]:362 die zwischen 2008 und 2013 mit 700 dazugehörenden Flugabwehrraketen vom Typ 57E6 geliefert wurden.[62]
- Ukraine – Mindestens 3 Panzir-S1 im Zuge des Russisch-Ukrainischen Krieges erbeutet. Stand: 8. April 2022.[75][76]
- Vereinigte Staaten- Libysche Regierungstruppen erbeuteten 2021 ein Waffensystem Pantsir S-1 und übergaben es den Amerikanern. Unklar ist aber, auf welchem technischen Stand das erbeutete System war.[77]

- Vereinigte Arabische Emirate – Im Januar 2018 befinden sich 50 96K6 Panzir-S1 im Dienst,[61]:325 die zwischen 2009 und 2013 zusammen mit 1000 dazugehörenden Flugabwehrraketen vom Typ 57E6 geliefert wurden, 15 davon wurden in Libyen zerstört.[62]
- Vietnam – Bislang unbestätigt ist der Einsatz von mindestens einem System bei den vietnamesischen Streitkräften.[78]

### Ehemalige Interessenten
- Brasilien – Das brasilianische Verteidigungsministerium verhandelte von 2013 bis Frühling 2017 mit Russland über den Kauf von drei Batterien. Die Verhandlungen wurden abgebrochen.[79]
- Jordanien – Im Jahr 2007 wurden einerseits Evaluierungstests auf dem Staatsgebiet durchgeführt und Jordanien plante die Beschaffung von 50 bis 70 Systemen.[80] Die Verhandlungen wurden ausgesetzt.